# 南楼乡
南楼乡，是中华人民共和国河北省石家庄市正定县下辖的一个乡镇级行政单位。

## 行政区划
南楼乡下辖以下地区：
南楼村、北楼村、东吉村、韩家庄村、北石家庄村、巧女村、丁旺村、完民庄村、陈家庄村、良下村、东宿村、西宿村、宿村庄村、樊家庄村、厢同村、许香村、付家村、东里双村、西里双村、里双店村、孔村和陈家疃村。